# Joachim W. Härtling
Joachim W. Härtling (* 1959 in Würzburg) ist ein deutscher Geograph und Professor für Physische Geographie an der Universität Osnabrück.

## Leben und Werk
Nach dem Abitur 1978 in Kitzingen erwarb Härtling zunächst den Bachelor of Arts der Geographie an der Brock University in St. Catharines, Ontario, Kanada und das erste Staatsexamen in Geographie, Sport und Pädagogik an der Universität Freiburg, bevor er seine Studienzeit 1988 als Master of Science der physischen Geographie an der Queen’s University in Kingston, Ontario, beendete. Er blieb nach dem Studium in Kanada und arbeitete dort als wissenschaftlicher Mitarbeiter und Dozent im Institut für Umweltgesundheit der Ryerson University in Toronto.

Nach Deutschland zurückgekehrt und einem weiteren Lehrauftrag promovierte Härtling 1992 an der Universität Gießen am dortigen Institut für Geographie zum Thema Kommunale Entsorgung in der kanadischen Arktis. Umweltaspekte von Wasserversorgung, Abwasserentsorgung und Abfallwirtschaft in der Baffin-Region, Nordwest-Territorien, Kanada und wurde 1998 am Institut für Physische Geographie der Universität Freiburg mit der Schrift Kleinräumige Differenzierung oberflächennahe Sedimente im nordöstlichen Ontariosee, Kanada habilitiert.

Seit 2001 ist er als Professor für Physische Geographie an der Universität Osnabrück tätig und nimmt dort weitere Ämter wahr. So fungierte Härtling u. a. als Dekan und Studiendekan des Fachbereichs Kultur- und Geowissenschaften, als Leiter des Instituts für Geographie und als langjähriger Senator der Universität, bevor er 2012 als Vizepräsident für Studium und Lehre ins Osnabrücker Universitätspräsidium berufen wurde.
Härtlings Forschungsgebiete sind schwerpunktmäßig in den Bereichen Geoökologie von Binnengewässern, Paläolimnologie und Geoarchäologie sowie in der Umweltplanung und -bewertung zu verorten. Dabei fokussieren sich seine Projekte in räumlicher Hinsicht entsprechend seinen Aufenthalten vornehmlich auf Nordamerika und Kanada sowie das Osnabrücker Land bzw. Nordwestdeutschland.

Neben seiner akademischen Laufbahn ist er im Bereich der Umweltbewertung als Gutachter tätig.

## Veröffentlichungen (Auswahl)
Neben diversen Beiträgen in Sammelbänden und Fachzeitschriften wie Praxis Geographie, Geographische Rundschau, Polarforschung oder der Zeitschrift für Kanada-Studien ebenso wie in populärwissenschaftlichen Zeitschriften (z. B. Varus-Kurier) erscheinen Schriften unter Autor- oder (Mit-)Herausgeberschaft von Härtling bei renommierten Verlagen.
- mit B. Cyffka (Hrsg.): Bodenmanagement. Springer, Heidelberg/Berlin 2012, ISBN 978-3-540-42369-0.
- als Moderator und Herausgeber: Themenheft Polarregionen. (= Geographische Rundschau. Heft 12). Westermann, Braunschweig 2011.
- mit M. Gaede:  Umweltbewertung und Umweltprüfung. Westermann, Braunschweig 2010, ISBN 978-3-14-160360-6.
- Räumliche und zeitliche Veränderung der Schwermetallbelastungen im Ontariosee, Kanada. In: R. Glaser, K. Boldt, K. Kremb (Hrsg.): Planet Erde, Band Nordamerika. Wissenschaftliche Buchgesellschaft, Darmstadt 2005.
- Kommunale Entsorgung in der kanadischen Arktis: Umweltaspekte von Wasserversorgung, Abwasserentsorgung und Abfallwirtschaft in der Baffin-Region, Nordwest-Territorien, Kanada. (= Gießener geographische Schriften. Heft 72). Dissertation. Geographisches Institut der Justus-Liebig-Universität, Gießen 1993.